# Tachystola acroxantha
Tachystola acroxantha là một loài bướm đêm thuộc họ Oecophoridae. Nó là loài bản địa của Úc, but là một invasive species ở châu Âu. It was probably imported with Australian plants.
Sải cánh dài 13–15 mm. The moth gặp ở tháng 5 đến tháng 9 tùy theo địa điểm.
Ấu trùng ăn withered leaves và leaf-litter.

## Hình ảnh

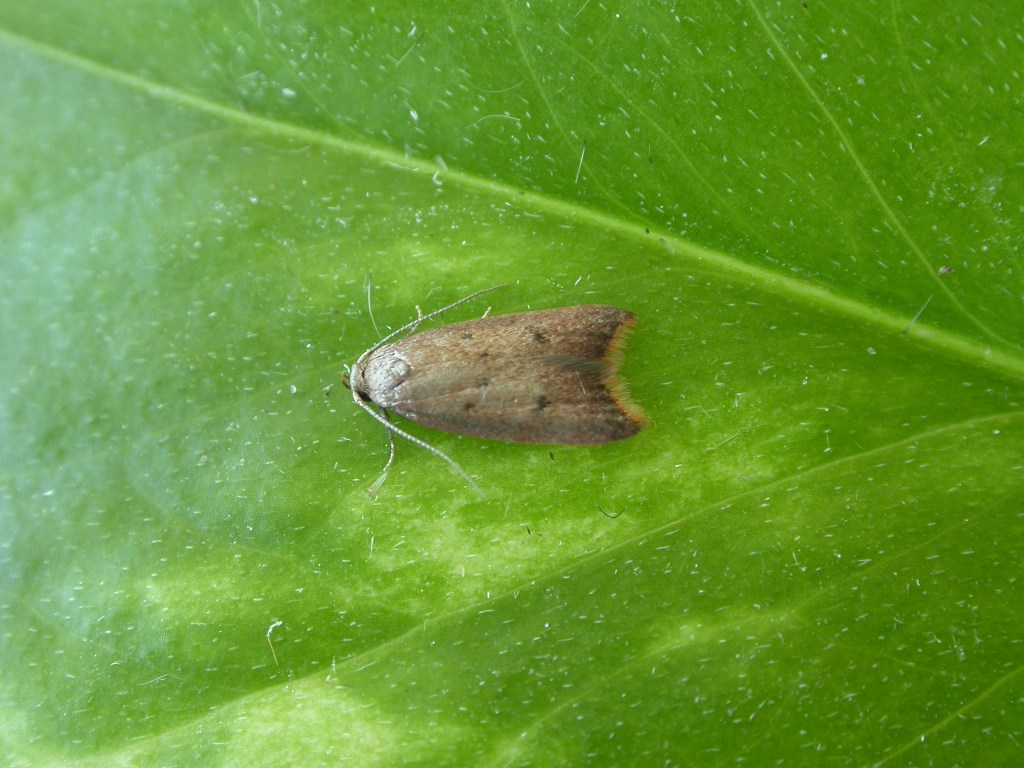